# Co Balfoort
Jacobus Wouter Gerardus Balfoort (Utrecht, 25 december 1887 -  Buitenzorg (Indonesië), 1 september 1945), beter bekend als Co Balfoort,  was een Nederlands filmacteur.
Hij kreeg zijn opleiding aan de toneelschool en was in  1911 gelieerd aan N.V. Het Toneel van Willem Royaards . Hij studeerde toen nog voor tenor. Begin jaren 30 blijft hij in Nederlands-Indië plakken. Hij gaf daarbij leiding aan diverse voorstellingen en deed ook een klus voor het toneelschap van NIROM. Hij sloot zijn loopbaan af als regisseur en toneelspeler in Batu, alwaar hij ook pensionhouder was met zijn vrouw Alida van Zijtveld,  Dat laatste "Die goeie plek" liep zo goed, dat hij een herstart van zijn toneelloopbaan bij het Nederlands-Indisch toneel eind jaren 30 met Cor Ruys aan zich voorbij liet gaan.

## Filmografie
- Het geheim van het slot Arco (1914)
- De bolsjewiek (1920)
- Geeft ons kracht (1920)
- Helleveeg (1920)
- Bulldog Drummond (1922)
- De cabaret-prinses (1925)
- Het heksenlied (1928)